# Revin
Revin es una población y comuna francesa, en la región de Champaña-Ardenas, departamento de Ardenas, en el distrito de Charleville-Mézières y cantón de Revin.

## Demografía
| 11 244 | 12 156 | 11 607 | 10 465 | 9371 | 8963 |
| Para los censos de 1962 a 1999 la población legal corresponde a la población sin duplicidades (Fuente: INSEE [Consultar]) |        |        |        |      |      |

 
 Plano de los barrios de Revin.